# Hurra, die Schwedinnen sind da
Hurra, die Schwedinnen sind da ist deutsches Sexfilmlustspiel aus dem Jahre 1978 von Franz Josef Gottlieb.

## Handlung
Niki Moser hat sich vom Bürgermeister gegen das Versprechen, dessen Tochter Marianne zu heiraten, 400.000 Mark geliehen. Im damit ersteigerten Alpen- und Fitnesshotel bleiben allerdings die Gäste aus. Niki und Marianne mögen sich zwar, aber heiraten wollen sie nicht. Niki sucht nach einer Lösung, das Geld zurückzuzahlen. Sein Freund Toni erzählt ihm von staatlichen Fördergeldern und Niki richtet ein Schreiben an den Ministerialrat Wiesinger, das längere Zeit unbeantwortet bleibt. In einem Anruf erfährt Niki zu seiner Freude, dass er Fördergelder nicht zurückzuzahlen braucht und die einzige Bedingung dafür ist, dass das Hotel voll belegt sein muss.
Eine Gruppe junger Schwedinnen, die per Anhalter unterwegs ist, wird von Toni ins Hotel gebracht. Die Gratislogis anstelle der bisherigen Übernachtungen in Jugendherbergen ist ihnen willkommen. Marianne sorgt dafür, dass sich eine Männer-Blaskapelle einquartiert. Bald finden sich Pärchen, die sich miteinander vergnügen. So auch der Kapellmeister und Marianne, was wiederum ihren bis dahin platonischen Freund Niki auf die Palme bringt, beginnt er doch zu erkennen, wie begehrenswert Marianne eigentlich ist. In der Zwischenzeit ist Ministerialrat Wiesinger nebst Gespielin Iris angereist, um das Hotel zu inspizieren, wird allerdings vom Pech erfolgt: Erst erweist sich ein Schäferstündchen mit Iris zwischen Kühen auf der Wiese als schlechte Idee, als eine ihr großes Geschäft auf seinem Gesicht entlädt. Dann entwenden zwei entwichene Neuankömmlinge der nahe gelegenen Nervenheilanstalt Dr. Wirr, Max und Franz, Wiesingers Cabrio und dessen und Iris’ Kleider. In Folge wird Franz für Wiesinger und Wiesinger und Iris für die Entwichenen gehalten und gejagt. Letztlich klärt sich die Verwechslung auf, allerdings entlarvt Wiesinger den Schwindel mit angeblichen und nichtzahlenden Gäste und verweigert die Zahlung der Förderung an das sich ihm als Eroscenter darstellende Hotel. Trotzdem bietet Niki, der mittlerweile eine Geschäftschance erkannt hat, dem Bürgermeister an, das Geld zurückzuzahlen, was der aber ablehnt. Niki und Marianne werden unabhängig davon ein Paar. Wiesinger gerät allerdings durch seine plötzlich auftauchende Ehefrau, der Wiesingers eifersüchtige Sekretärin von seiner nicht reinen Amtsgeschäften dienenden Reise erzählt hat, in die Bredouille. Er entledigt sich ihrer vorübergehend durch einen Stoß in den Swimmingpool.

## Produktionsnotizen
Die 19 Drehtage umfassenden Dreharbeiten zu Hurra, die Schwedinnen sind da fanden vom 24. April bis zum 19. Mai 1978 in Pfronten im Allgäu statt. Die Fertigstellung des Films erfolgte am 21. Juni 1978, uraufgeführt wurde Hurra, die Schwedinnen sind da am 29. Juni 1978 in München und Fulda.
Lisa-Film-Produktionsleiter Erich Tomek verfasste das Drehbuch unter dem Pseudonym Florian Burg. Carl Schenkel war Regieassistent, die Kostüme entwarf Heidi Wujek. Filmbauten waren nicht vorhanden.

## Kritik
„Ein letztklassiger Schwank, voll von schwachsinnigem Klamauk, derben Sexszenen und ordinären Dialogen.“